# 石川県道107号新保矢田野線
石川県道107号新保矢田野線（いしかわけんどう107ごう しんぼやたのせん）は、石川県加賀市と小松市を結ぶ一般県道（石川県道）である。

## 概要
- 起点：石川県加賀市新保町ル18番1地先（＝新保町南交差点・石川県道149号潮津串線交点）
- 終点：石川県小松市矢田野町ホ部17番1地先（＝南部中前交差点・国道305号交点）

加賀市の北端と小松市南西部とを結ぶ。小松市額見町地内では、南加賀道路の本線ルートの一部として機能している。

## 現況
全区間、概ね両側2車線（片側1車線）の幅員があるものの、小松市額見町の石川県道145号串加賀線交点から同市額見町の小松市立和光学園前までの区間、および小松市蓑輪町から終点にかけては、両側1.5車線程度に幅員が減少している。
歩道も随所に設置されている。起点から加賀市柴山町の柴山潟幹線大排水路に接する区間（加賀市新保町地内は車道の両側、それ以外は車道の片側に設置）と、小松市額見町の額見町交差点から同町の石川県道145号串加賀線交点（車道の片側に設置）、同市額見町の小松市立和光学園周辺（車道の両側に設置）、および小松市四丁町の四丁町交差点からコマツ教習所粟津センタ前の区間（車道の両側に設置）にそれぞれ設置されている。

## 歴史
- 1977年（昭和52年）1月14日：路線認定。

## 通過する自治体
- 石川県
  - 加賀市 - 小松市

## 接続道路
- 石川県道149号潮津串線（加賀市新保町・新保町南交差点：起点）
- 石川県道145号串加賀線［新道］（小松市額見町）
- 石川県道145号串加賀線［旧道］（同市四丁町・四丁町交差点）
- 国道305号（同市矢田野町・南部中前交差点：終点）

## 重複区間
- 石川県道145号串加賀線［新道］（小松市額見町地内）

## 沿線施設
- 片山津ゴルフ倶楽部片山津ゴルフ場
- 柴山潟
- コマツ教習所 粟津センタ
- ジェイ・バス 小松事業所
- 小松市立和光学園
- 大本 北陸本苑
- 小松短期大学
- 粟津公園
  - いしかわ子ども交流センター小松館
  - なかよし鉄道 - 旧尾小屋鉄道で使われていた車輌を動態保存している保存鉄道
- IRいしかわ鉄道線 粟津駅
- 粟津神経サナトリウム
- 小松市立南部中学校
- 小松市立南部図書館